# Химкинское водохранилище
Хи́мкинское водохрани́лище — водохранилище, расположенное на северо-западе Москвы. Входит в состав сооружений канала имени Москвы, используется для водоснабжения, обводнения, речного судоходства, работы Сходненской ГЭС и рекреации.

## Общие сведения
Водохранилище расположено на северо-западе Москвы на границе районов Южное Тушино, Северное Тушино, Покровское-Стрешнево, Войковский, Головинский, Левобережный и подмосковного города Химки. Относится к системе канала имени Москвы.
Полный объём 29,5 млн м³, полезный объём 6,76 млн м³, площадь 3,48 км². Ширина до 0,8 км, длина около 9 км, глубина до 17 м. Основная судоходная трасса канала берёт начало именно здесь. На водохранилище располагаются Северный речной вокзал, от причалов которого отходят теплоходы, связывающие Москву с пятью морями, и Северный речной порт столицы. Имеются также пассажирские пристани Захарково и Дубовая Роща. К юго-западу от водохранилища к реке Москве отходит канал с двумя шлюзами, являющийся конечным (южным) склоном канала имени Москвы, а также Сходненский деривационный канал, соединяющий водохранилище с рекой Сходней, которая также впадает в Москву-реку. Химкинское водохранилище замерзает в конце ноября, вскрывается в середине апреля. Используется для водоснабжения Москвы и для обводнения Москвы-реки, Лихоборки и Яузы (через Лихоборский канал). Берега водохранилища являются популярным местом отдыха. Близ водохранилища расположены водноспортивные комплексы. На акватории водохранилища традиционно проводятся различные спортивные соревнования.
Строительство водохранилища началось на реке Химке вблизи деревни Захарково в 1932 году и велось Дмитровлагом. На реке Химке рядом с деревней Иваньково была сооружена земляная плотина, высота которой достигает 32 м. Водная гладь Химкинского водохранилища возвышается над долиной реки Химки почти на 30 метров. 11 ноября 1936 года началось наполнение водохранилища.
В южной части водохранилища вплоть до начала 1980-х годов в честь дня ВМФ устраивались водные парады. Иногда с заходом боевых кораблей, десантных кораблей на воздушной подушке, подводной лодки и театрализованным водно-спортивным представлением.
На Химкинском водохранилище находится музейно-мемориальный комплекс истории Военно-морского флота России, экспонатами которого являются подводная лодка Б-396 «Новосибирский комсомолец», амфибийный десантно-штурмовой катер на воздушной подушке «СКАТ» и экраноплан «Орлёнок».

## Галерея
- Вид на Химкинское водохранилище с Ленинградского моста
- Строй самолетов ВВС России над Северным Тушино на подходе к водохранилищу
- Железнодорожный мост ленинградского направления через Химкинское водохранилище
- Замёрзшая гладь водохранилища зимой
- Северный речной порт
- Круизные теплоходы Дмитрий Фурманов и Сергей Дягилев у причала
- Теплоход Сергей Абрамов у причала
- Подводная лодка Б-396 «Новосибирский комсомолец»
- Экраноплан "Орлёнок"
- Десантный катер на воздушной подушке "Скат"
- Сторожевой корабль "Дружный" в порту Портхладокомбината
- Байдарка и яхты на акватории Химкинского водохранилища. 1945 год.

## Объекты на берегу водохранилища

### Левый берег
- Химкинский лесопарк
- Портхладокомбинат
- Северный речной порт
- Северный речной вокзал
- Парк Северного речного вокзала
- Водный стадион «Динамо»

### Правый берег
- Никольская дамба
- Спорткомплекс Центрального водно-спортивного клуба ВМФ (с ноября 1974 года — «ЦСК ВМФ»)
- Алёшкинский археологический комплекс
- Музейно-мемориальный комплекс истории ВМФ России
- Парк усадьбы Покровское-Стрешнево
- Парк «Северное Тушино»

## Мосты
Над поверхностью водохранилища построено четыре моста:
- Автомобильный Ленинградский мост — 55°52′23″ с. ш. 37°27′21″ в. д.HGЯO
- Автомобильный Химкинский мост МКАД — 55°52′57″ с. ш. 37°27′27″ в. д.HGЯO
- Железнодорожный Химкинский мост — 55°53′22″ с. ш. 37°27′46″ в. д.HGЯO
- Автомобильный мост МКАД через Бутаковский залив водохранилища — 55°52′45″ с. ш. 37°26′14″ в. д.HGЯO